# 19447 Jessicapearl
19447 Jessicapearl (1998 FD114) là một tiểu hành tinh vành đai chính được phát hiện ngày 31 tháng 3 năm 1998 bởi nhóm nghiên cứu tiểu hành tinh gần Trái Đất phòng thí nghiệm Lincoln ở Socorro.